# Saporoschez (Schiff)
Saporoschez (russisch Запорожец) war der Name eines seegehenden Kanonenbootes 2. Klasse der Kaiserlichen Russischen Marine. Der Name des Schiffes bedeutete „der aus Saporischschja“.

## Einsatzgeschichte
Im Rahmen des Flottenrüstungsprogramms von 1881 für die Jahre 1882 bis 1902 in Auftrag gegeben, gehörte die Saporoschez  zu einer Klasse von sechs Kanonenbooten, die für den Dienst in der russischen Schwarzmeerflotte vorgesehen waren.
Die Saporoschez wurde am 9. Mai 1886 bei der Admiralitätswerft in Nikolajew auf Kiel gelegt und lief am 4. Juni 1887 vom Stapel. Nach der Indienststellung am 9. November 1888 wurde die Saporoschez hauptsächlich für diplomatische Aufgaben eingesetzt und versah Stationsdienst in verschiedenen Häfen des Schwarzen und des Mittelmeeres. Im Jahr 1891 wurde das Kanonenboot für eine Expedition genutzt, die das Vorkommen von Schwefelwasserstoff im Meerwasser untersuchte. Teilnehmer der Expedition waren der Biologe Daniil Kirillowitsch Sabolotny und der Chemiker Nikolai Dmitrijewitsch Selinski. Im November 1896 brachte das Schiff russische Marineoffiziere zu einem Besuch beim Sultan von Raheita und löste dadurch Spannungen mit Italien aus.
Im Jahr 1900 wurde die Saporoschez einer Generalüberholung unterzogen und ab dem Folgejahr als Ausbildungsschiff für Taucher eingesetzt, bis sie am 2. November 1911 außer Dienst gestellt, desarmiert und am 25. November 1911 aus der Flottenliste gestrichen wurde. Anschließend diente sie als Wohnhulk.

## Weitere Verwendung
Später (bereits 1912 oder erst 1918 – widersprüchliche Quellen) erfolgte der Umbau zum zivilen Dampfschiff (1042 BRT, 62,5 m × 10,7 m × 4,1 m, eine Dreifach-Expansionsmaschine, eine Schraube) und die Umbenennung in St. Nikolai.
Das Schiff war im November 1920 während des Russischen Bürgerkriegs an der Evakuierung der weißrussischen Truppen unter General Wrangel sowie zivilen Flüchtlingen beteiligt und wurde, wie die meisten Schiffe der Weißen Flotte, in Tunesien interniert.
Ab 1921 fuhr das Schiff unter maltesischer Flagge mit dem Namen Richdale, bevor es 1924 an eine türkische Reederei verkauft wurde, wo der Dampfer in Bozkurt umbenannt wurde. Am 2. August 1926 kollidierte die Bozkurt mit dem französischen Dampfer Lotus vor Midilli und sank, wobei acht türkische Seeleute ums Leben kamen.
Die Verhaftung und Verurteilung des französischen Wachhabenden der Lotus in der Türkei belastete die französisch-türkischen Beziehungen und führte zu einem Gerichtsstreit vor dem Ständigen Internationaler Gerichtshof.